# Junta de Defesa dos Direitos de África
A Junta de Defesa dos Direitos de África (JDDA) foi uma organização ou federação de associações de carácter político e social criada em 1912, por iniciativa de José de Magalhães e João de Castro, ambos políticos portugueses de origem africana, que ambicionavam unir os seus esforços para essencialmente defender os direitos civis dos cidadãos indígenas da África Portuguesa, tanto nas colónias como em Portugal. 

## História
Criada em 1912, em Lisboa, durante a Primeira República Portuguesa, pelo médico e activista José de Magalhães e o escritor e político João de Castro, a Junta de Defesa dos Direitos de África era uma organização ou federação de várias associações de militância negra existentes em Portugal, que reivindicavam o melhoramento das condições de vida nas colónias, a implementação dos direitos civis e humanos, o acesso à educação, saúde, trabalho, entre outros, para os cidadãos africanos a viver em Portugal ou nas colónias. Estabelecido nos seus estatutos, a sua principal missão era impelir o progresso dos cidadãos afro-descendentes, sendo por isso necessário federar as províncias da África portuguesa, defender o regime de autonomia político-administrativa, revogar todas as leis de excepção que até então existiam, promover a educação e promulgar leis de direito de propriedade dos cidadãos indígenas, terminar com a segregação racial e o tratamento diferenciado entre os cidadãos indígenas e os colonos portugueses, denunciar casos de escravatura e trabalho forçado, e ainda, tal como a Associação dos Estudantes Negros pretendia, zelar pelos estudantes africanos em Portugal, protegendo-os contra abusos gerados por ódios e preconceitos raciais existentes na sociedade portuguesa. 
Constituído principalmente por estudantes universitários, médicos, advogados e engenheiros, os sócios da organização eram todos do sexo masculino, tinham que «ser negro ou filho deste» e pertenciam maioritariamente à classe intelectual proveniente de Angola, Moçambique ou Guiné-Bissau, assim como de outras colónias africanas portuguesas. Devido a esse facto, a organização tinha comités permanentes e autónomos em várias cidades para além de Lisboa, tais como no Porto, Nova Lisboa, Lourenço Marques, Praia ou São Tomé, e divulgava os seus ideais e eventos através do jornal oficial da organização, dirigido pelo secretário-geral João de Castro.
Apenas um ano após a sua fundação, em 1913, começaram a surgir algumas crispações dentro do movimento, sendo publicado em vários órgãos noticiosos de Lisboa o ambiente conflituoso entre José de Magalhães, presidente da associação, e João de Castro, secretário-geral, nomeadamente sobre a gestão dos periódicos oficiais da associação A Voz d'África e, mais tarde, outro intitulado A Tribuna D’África. Esta disputa pelo poder da Junta de Defesa dos Direitos de África, gerou uma cisão no movimento e nos seus sócios, prolongando-se durante anos através de vários ataques caluniosos na imprensa e até agressões físicas na via pública entre os principais dirigentes. Com o surgimento do movimento pan-africanismo na Europa, tanto José de Magalhães como João de Castro, tomaram partidos diferentes entre as vertentes filosóficas e ideológicas mais moderadas proferidas pelo activista da justiça social e racial norte-americano William Edward Burghardt Du Bois e o radicalismo ou nacionalismo negro divulgado pelo activista e jornalista afro-jamaicano Marcus Mosiah Garvey. Posteriormente, este factor foi o causador do surgimento dos dois movimentos mais emblemáticos da geração pan-africanista e antirracista do século XX em Portugal, tendo José de Magalhães fundado a Liga Africana entre 1919 e 1920 e João de Castro o Partido Nacional Africano (PNA) em 1921.
A Junta de Defesa dos Direitos de África cessou actividade em 1921.